# لاري ستافيرمان
لاري ستافيرمان (بالإنجليزية: Larry Staverman)‏ مواليد 11 أكتوبر 1936 في نيوبورت - الوفاة 12 يوليو 2007، كان لاعب كرة سلة أمريكي أصبح مدرباً. بدأ مسيرته الاحترافية في سنة 1958. تم اختياره من قبل فريق سكرامنتو كينغز خلال الدرافت. بلغ طوله 6 قدم 9 بوصة (2.1 م). اعتزل اللعب في 1964.

## المسيرة الاحترافية
لعب مع سكرامنتو كينغز من سنة 1958 إلى 1961، ثم لعب مع واشنطن ويزاردز من سنة 1962 إلى 1964، ثم لعب مع ديترويت بيستونز في سنة 1963، ثم لعب مع سكرامنتو كينغز في موسم 1963–1964.

## روابط خارجية
- لاري ستافيرمان على موقع إن بي أي (الإنجليزية)
- لاري ستافيرمان على موقع سبورتس رفرنس (الإنجليزية)
- لاري ستافيرمان على موقع ريلجم (الإنجليزية)
- لاري ستافيرمان على موقع بروبوليرز (الإنجليزية)
- لاري ستافيرمان على موقع سبورتس رفرنس (الإنجليزية)